# Юмашевська сільська рада (Чекмагушівський район)
Юма́шевська сільська рада (рос. Юмашевский сельский совет) — муніципальне утворення у складі Чекмагушівського району Башкортостану, Росія. Адміністративний центр — село Юмашево.
Станом на 2002 рік існували Мітро-Аюповська сільська рада (села Мітро-Аюповське, Старопучкаково, Староузямшево, присілок Макаровка) та Юмашевська сільська рада (села Караталово, Новосеменкино, Уйбулатово, Юмашево, присілок Новопучкаково).

## Населення
Населення — 2268 осіб (2019, 2543 у 2010, 2623 у 2002).

## Склад
До складу поселення входять такі населені пункти:
| Населений пункт         | Населення, осіб (2002) | Населення, осіб (2010) |
| ----------------------- | ---------------------- | ---------------------- |
| Караталово, село        | 225                    | 212                    |
| Макаровка, присілок     | 75                     | 52                     |
| Мітро-Аюповське, село   | 460                    | 457                    |
| Новопучкаково, присілок | 113                    | 90                     |
| Новосеменкино, село     | 224                    | 207                    |
| Старопучкаково, село    | 279                    | 276                    |
| Староузмяшево, село     | 151                    | 122                    |
| Уйбулатово, село        | 279                    | 262                    |
| Юмашево, село           | 817                    | 865                    |